# Tilos az Á
Das Tilos az Á war ein kultureller Untergrundtreffpunkt während der Transformationsphase in Ungarn. Zwischen 1990 und 1995 befand es sich am Kálmán Mikszáth tér im 8. Bezirk in Budapest.

## Geschichte
Der Name ist aus der ungarischen Version des Kinderbuchs Pu der Bär entnommen. Die Inschrift auf dem zerbrochenen Schild neben Ferkels Wohnung lautet BETRETEN V. In der ungarischen Übersetzung bedeutet dies Tilos az Á. Die frühere Inschrift lautete (vermutlich) Betreten verboten.
Vorgänger des Tilos az À war das Restaurant Bakony, das vom Kelet-pesti Vendéglátóipari Vállalat („Ost-Pester Gastronomieunternehmen“) betrieben wurde. Im Jahr 1988 hatte dort der Bund Freier Demokraten (SZDSZ) seinen Sitz und 1989 auch die Budapester Regionalgruppe von Fidesz.
Der Treffpunkt wurde Silvester 1989 von Vladimir Németh (Vova) eröffnet. Der Keller war Veranstaltungsort für unterschiedliche alternative Konzerte und ein Tanzhaus. Auf der geschlossenen „Abschiedsparty“, die Gábor Demszky zum Anlass des russischen Truppenabzugs im Jahr 1991 organisierte, trat Frank Zappa auf. Auch das Zene Ünnepe („Fest der Musik“) wurde dort abgehalten.
Das Lokal bot außer Musikern auch anderen Kulturschaffenden einen Ort. Ab August 1991 begann der Piratensender Tilos Rádió von dort zu senden. Auch das Vajdai Vilmos és Szabó Győző zsebszínháza („Vilmos Vajdai und Győző Szabó Taschentheater“), das spätere TÁP Színház („TÁP Theater“) hat seinen Ursprung im Tilos az À. Péter Halász brachte seinen französischen Freund Jean-Michel Verret, einen bildenden Künstler aus Amerika nach Budapest, der mit Hilfe von Diaprojektoren New Yorker Straßenbilder an die Rückwand des Erdgeschosses malte.
Die Polizei hielt mehrere Razzien im Tilos az À ab. Infolgedessen wurde es 1995 von den Behörden geschlossen.

## Nachleben
Von den Stammgästen des Tilos az Á gingen viele zur Magyar Narancs („Ungarische Orange“), einer liberalen satirischen Wochenzeitung.
Das Tilos Rádió ist mittlerweile ein legaler Kanal und hat auch auf dem Sziget ein Zelt (Tilos-sátor). Zudem gibt es einen Musikverlag Tilos az Á Produkció. András B. Vágyvölgyi machte den Fernsehfilm Tilos, Verboten, Interdit, der vom Tilos az Á, dem  Tilos Rádió und der Magyar Narancs handelt. Vladimír Németh stieg in die Gründung von Rádió C ein.
Heute befindet sich in den ehemaligen Räumen des Tilos az Á das Café Zappa.

## Künstler, die imTilos az Áauftraten
| - Andersen - Ági és a fiúk - Ando Drom - Barbaro - Bada Dada - Csókolom - Drums (Band) |  | - ef Zámbó Happy Dead Band - Flash - György Galántai - Kampec Dolores - Kispál és a Borz - Korai Öröm |  | - Félix Lajkó - Lacht el Bahhtar - Másfél - DJ Palotai - Quimby - Rémember |  | - Sexepil - S-Modell - Soma - Tibor Szemző - TÁP Színház - Tereskowa - The Brain of Morbius |  | - Új Nem - Frank Zappa |